# Diócesis de Kinkala
La diócesis de Kinkala (en latín: Dioecesis Kinkalana y en francés: Diocèse de Kinkala) es una circunscripción eclesiástica de la Iglesia católica en República del Congo. Se trata de una diócesis latina, sufragánea de la arquidiócesis de Brazzaville. Desde el 5 de marzo de 2020 su obispo es Ildevert Mathurin Mouanga.

## Territorio y organización
La diócesis tiene 20 000 km² y extiende su jurisdicción sobre los fieles católicos de rito latino residentes en el departamento de Pool en los distritos de Boko, Mindouli, Kindamba, Mayama y Kinkala. 
La sede de la diócesis se encuentra en la ciudad de Kinkala, en donde se halla la Catedral de Santa Mónica.
En 2021 en la diócesis existían 13 parroquias.

## Historia
La diócesis fue erigida el 3 de octubre de 1987 con la bula Ecclesia sancta del papa Juan Pablo II, desmembrándola de la arquidiócesis de Brazzaville.

## Estadísticas
Según el Anuario Pontificio 2022 la diócesis tenía a fines de 2021 un total de 76 500 fieles bautizados.
| Año                                                                             | Población            | Población | Población      | Sacerdotes | Sacerdotes    | Sacerdotes    | Bautizados por sacerdote | Diáconos permanentes | Religiosos | Religiosos | Parroquias |
| Año                                                                             | Bautizados católicos | Total     | % de católicos | Total      | Clero secular | Clero regular | Bautizados por sacerdote | Diáconos permanentes | Varones    | Mujeres    | Parroquias |
| ------------------------------------------------------------------------------- | -------------------- | --------- | -------------- | ---------- | ------------- | ------------- | ------------------------ | -------------------- | ---------- | ---------- | ---------- |
| 1990                                                                            | 82 000               | 159 000   | 51.6           | 16         | 13            | 3             | 5125                     |                      | 6          | 19         | 13         |
| 1997                                                                            | 130 656              | 212 190   | 61.6           | 32         | 26            | 6             | 4083                     |                      | 13         | 27         | 13         |
| 2002                                                                            | 90 000               | 190 000   | 47.4           | 16         | 15            | 1             | 5625                     |                      | 9          | 7          | 13         |
| 2003                                                                            | 84 000               | 140 000   | 60.0           | 12         | 10            | 2             | 7000                     |                      | 10         | 10         | 13         |
| 2004                                                                            | 84 000               | 140 000   | 60.0           | 14         | 13            | 1             | 6000                     |                      | 7          | 10         | 13         |
| 2006                                                                            | 88 500               | 148 000   | 59.8           | 16         | 16            |               | 5531                     |                      | 8          | 11         | 13         |
| 2013                                                                            | 99 400               | 183 000   | 54.3           | 27         | 27            |               | 3681                     |                      | 20         | 18         | 14         |
| 2016                                                                            | 107 415              | 197 700   | 54.3           | 31         | 31            |               | 3465                     |                      | 14         | 12         | 15         |
| 2019                                                                            | 116 000              | 213 520   | 54.3           | 29         | 29            |               | 4000                     |                      | 13         | 9          | 17         |
| 2021                                                                            | 76 500               | 150 000   | 51.0           | 37         | 37            |               | 2067                     |                      | 12         | 13         | 17         |
| Fuente: Catholic-Hierarchy, que a su vez toma los datos del Anuario Pontificio. |                      |           |                |            |               |               |                          |                      |            |            |            |

## Episcopologio
- Anatole Milandou (3 de octubre de 1987-23 de enero de 2001 nombrado arzobispo de Brazzaville)
- Louis Portella Mbuyu (16 de octubre de 2001-5 de marzo de 2020 retirado)
- Ildevert Mathurin Mouanga, desde el 5 de marzo de 2020